# The Avengers: Earth's Mightiest Heroes
The Avengers: Earth's Mightiest Heroes er en amerikansk animeret tv-serie baseret på Marvel Comics.
Serien indeholder mange superhelte som både Captain America, Iron Man, Hulk og Fantastic Four.